# 2-я Рейсовая улица
2-я Ре́йсовая у́лица (название с 1969 года) — улица в Западном административном округе города Москвы на территории района Внуково. Пролегает с юго-запада на северо-восток от Вокзальной площади до Спортивной улицы. Нумерация домов ведётся от Вокзальной площади. Одна из немногих улиц, на которой дома с чётной нумерацией расположены по левую сторону улицы, а с нечётной — по правую.

## Происхождение названия
Современные названия Рейсовых улиц связаны с «тематикой Аэропорта» (рейс — путь между начальным и конечным пунктами движения самолёта по определённому маршруту), образуют систему — все три улицы начинаются от аэровокзала Внуково и идут параллельно.

## История
Возникла в 1956 году как Вокзальная улица — по расположенному поблизости аэровокзалу Внуково и Вокзальной площади. В 1969 году в составе посёлка Внуково вошла в черту Москвы и переименована в целях устранения одноимённости.

## Здания и сооружения
По нечётной стороне:
- 1к3 — Многоуровневая автостоянка
- 9 — Детский сад № 906

По чётной стороне:
- 2к3 — Здание Аэровокзала Внуково

## Транспорт
- Автобусы: 472, 889, 889к
- Железнодорожная станция Аэропорт Внуково
- Станция метро Аэропорт Внуково